# Aspilota aniva
Aspilota aniva är en stekelart som beskrevs av Sergey A. Belokobylskij 2007. Aspilota aniva ingår i släktet Aspilota och familjen bracksteklar. Inga underarter finns listade.